# Nour Kirabaïev
Nour Serikovitch Kirabaïev (Ну́р Се́рикович Кираба́ев), né le 19 décembre 1951 à Alma-Ata en République socialiste soviétique du Kazakhstan (URSS) est un universitaire arabisant de citoyenneté russe et d'ethnie kazakhe, historien de la philosophie, spécialiste de la philosophie arabo-musulmane. Il est docteur en philosophie et a le titre de professeur,.

## Biographie
Nour Kirabaïev termine en 1974 la faculté de philosophie de l'université de Moscou et en 1978 son cycle d'aspirant au doctorat à la chaire de l'histoire de la philosophie étrangère de cette même faculté.
Il travaille ensuite à l'université de l'Amitié des Peuples et défend sa thèse en 1979 sur le thème de la philosophie du soufiste perse Al-Ghazâlî. Il dirige entre 1988 et 1992 la chaire de philosophie de l'université de l'Amitié des Peuples. En 1989, il présente sa thèse sur le thème de « la philosophie sociale du Moyen Âge musulman ». Depuis 1994, Nour Kirabaïev dirige la chaire de l'histoire de la philosophie, ainsi que le département de philosophie de l'université de l'Amitié des Peuples. Il est nommé aussi doyen de la faculté des sciences sociales et humaines de cette même université.
De plus, le professeur Kirabaïev est directeur du Centre interuniversitaire de l'enseignement de la philosophie et de la culture de l'Orient auprès de l'université de l'Amitié des Peuples et il est rédacteur-responsable de la revue annuelle de la collection thématique «Философская мысль континентов» (La Pensée philosophique des continents) et rédacteur-en-chef de la revue «Вестник РУДН. Серия Философия» (Le Messager de l'université de l'Amitié des Peuples. Collection philosophie). Il est directeur scientifique du programme d'édition des monographies académiques en russe «Российские труды по востоковедению и истории философии» (Travaux sur les études orientales et l'histoire de la philosophie en Russie) qui est publié par la maison d'édition internationale Edwin Mellen Press. Il s'occupe aussi du Dialogue des civilisations: Orient - Occident, selon le programme «Университеты России» (Universités de Russie) et a dirigé quatre symposiums philosophiques du Dialogue des civilisations: Orient-Occident, à Moscou à l'université de l'Amitié des Peuples, en 1992, 1995, 1997 et 1999.
Le professeur Kirabaïev est membre effectif de l'Académie russe des sciences sociales, membre effectif de l'Académie internationale des sciences de l'école supérieure et membre de la Société européenne des études de l'Asie Centrale.

## Études
Le professeur Kirabaïev est le premier en Russie et à l'étranger à s'être spécialisé dans l'étude de la philosophie sociale du Moyen Âge arabo-musulman en tout ce qui concerne la littérature historico-philosophique. Cela a permis d'élaborer le lien entre la philosophie et le droit musulman, ce dernier étant fondamental pour l'idéologie musulmane. Le droit musulman est considéré comme forme première de la connaissance théorique de laquelle sont issus des problèmes de base et des méthodes de sciences humaines dans tout l'Orient arabo-musulman. Le professeur Kirabaïev a élaboré la reconstruction de paradigmes de la philosophie classique arabo-musulmane, ainsi que l'analyse de la composition et de l'action réelle de la culture politico-juridique de l'islam. La jurisprudence islamique est présentée par Kirabaïev comme un concept « sacré » de la légitimité de l'État, ayant donné toute son influence en tant que doctrine politique au développement du califat arabe (VIIe – XIIIe siècles).
De même Kirabaïev a largement étudié la question de l'origine et du développement de la philosophie sociale de l'école péripatétique orientale (d'après l'enseignement d'Al-Fârâbî - philosophe perse ayant étudié à Bagdad au IXe siècle - sur «La Cité vertueuse» jusqu'à la conception de l'État idéal d'Averroès dans l'esprit du « droit naturel »). Il porte une attention certaine à la philosophie de l'histoire d'Ibn Khaldoun (1332-1406), ainsi qu'aux particularités des traditions tournées vers l'humain dans la philosophie classique arabo-musulmane.
Dans ces derniers travaux, Kirabaïev a examiné les problèmes de l'interdépendance universelle de la communication dans le monde actuel, notamment entre l'Occident et l'Orient, considérés comme « macro-régions ». Il met en lumière les problèmes de l'ouverture des civilisations au dialogue, ainsi que les questions de la durabilité du dialogue entre les civilisations dans le cadre du développement de la connaissance philosophique.
Il s'intéresse aussi à l'interaction interculturelle en ce qui concerne la composition et la résilience de la doctrine de la politique étrangère russe.

## Quelques travaux

### Monographies
- Кирабаев Н. С. Социальная философия мусульманского Востока [La Philosophie sociale de l'Orient musulman]. Moscou, 1987.
- Кирабаев Н. С. Классическая арабо-мусульманская философия: от социальной философии к философии истории [La Philosophie classique arabo-musulmane: de la philosophie sociale à la philosophie de l'histoire]. Moscou, 1990;
- Кирабаев Н. С. Классики арабо-мусулъманской философии. Составитель, автор послесловия [Les classiques de la philosophie arabo-musulmane]. New York, 1999. Tomes 1-2 (en russe);
- Кирабаев Н. С. Политическая мысль мусульманского средневековья [La Pensée  politique du Moyen Âge musulman]. Moscou, éd. université de l'Amitié des Peuples, 2005,  (ISBN 5-209-01948-9)
- Кирабаев Н. С. Учебное пособие по курсу «Средневековая арабо-мусульманская философия» [Manuel pour le cours de « philosophie médiévale arabo-musulmane »[4]], Saint-Pétersbourg, éd. université de Saint-Pétersbourg, 2005,  (ISBN 5-209-01948-9)
- Кирабаев Н. С. Очерки философии «Чистых Братьев» [Essai sur la philosophie des « Frères de la Pureté »]. — Moscou, 2006.

### Publications
En russe
- Кирабаев Н. С. Концепция причинности в доктрине аль-Газали [Le Concept de la causalité dans la doctrine d'Al-Ghazali ] // Вестник Московского университета (Le Messager de l'université de Moscou). Сер. «Философия» [Collection « Philosophie »]. 1978. № 4;
- Кирабаев Н. С. Проблема свободы воли в учении аль-Газали [Le Problème de la liberté de la volonté dans l'enseignement d'Al-Ghazali] // Человек, сознание, мировоззрение (Homme, conscience, conception du monde). Moscou, 1979;
- Кирабаев Н. С. Идея совершенства в этике аль-Газали [L'Idée de la perfection dans l'éthique d'Al-Ghazali] // Философия зарубежного Востока о социальной сущности человека. Moscou, 1986;
- Кирабаев Н. С. Теория государства в мусульманском правоведении [la Théorie de l'État dans la jurisprudence musulmane] // Классический ислам. Традиционные науки и философия (L'Islam classique. Sciences et philosophies traditionnelles). Moscou, 1988;
- Кирабаев Н. С. Соотношение власти и авторитета в политическом учении аль-Газали [Le Rapport de la puissance et de l'autorité dans la doctrine politique d'Al-Ghazali] // Человек как философская проблема: Восток-Запад (L'Homme comme problème philosophique: Orient-Occident). Moscou, 1991;
- Кирабаев Н. С. Современная философская компаративистика и теория историко-философского процесса [La Philosophie comparée moderne et la théorie du processus historico-philosophique] // Проблема интеграции философских культур в свете компаративистского подхода (Problème de l'intégration des cultures philosophiques à la lumière de l'approche comparative). Saint-pétersbourg, 1996;
- Кирабаев Н. С. Ислам в контексте мусульманской цивилизации [L'Islam dans le contexte de la civilisation musulmane] // Вестник РУДН (Le Messager de l'université de Moscou). Сер. «Философия» (Collection « Philosophie »). Moscou, 1997;
- Кирибаев Н. С. Из словаря арабо-мусулъманской классики [Du dictionnaire des classiques arabo-musulmans]// Вестник РУДН. Сер. «Философия» (id). 1999. № 1;
- Кирабаев Н. С. Классическая арабо-мусульманская философия в зеркале западноевропейской схоластики [La philosophie arabo-musulmane classique au miroir de la scolastique occidentale] //В. РУДН. Сер. «Философия» (id). 1999. № 1;
- Кирабаев Н. С. О философских основаниях мусульманской культуры [À propos des bases philosophiques de la culture islamique] // Homo philosophans. Saint-Pétersbourg., 2002 ;
- Кирабаев Н. С. Проблемы понимания мусульманской культуры [Les problèmes de compréhension de la culture islamique] // Историко-философский ежегодник-2003. Moscou, 2004 ;
- Кирабаев Н. С. Философия власти: Аль-Маварди и аль-Газали [La Philosophie du pouvoir: Al-Mawardi et Al-Ghazali ] // Серия «Сравнительная философия» (Collection « Philosophie comparative »). Моральная философия в контексте многообразия культур (La Philosophie morale dans le contexte de la diversité des cultures). Moscou, 2004.
- Кирабаев Н. С.Философская компаративистика и социокультурная критика [Étude comparative de la philosophie et critique socioculturelle] // Журнал современной зарубежной философии и философской компаративистики ХОРА (Revue de la philosophie étrangère moderne et de la philosophie comparative CHORA[5]). Выпуск 1/2, 2007. Koursk.
- Кирабаев Н. С. Мусульманская культура перед дилеммой: мулътикультурализм или культурная вестернизация [La Culture musulmane devant un dilemme: multiculturalisme ou occidentalisation culturelle?] //Диалог цивилизаций как призвание. Moscou: éd. université de l'Amitié des Peuples, 2007.

En anglais
- Kirabaev N. S. Islamic and Christian Culture: Reopening the Lost Dialogue // Islamic and Christian Cultures: Conflict or Dialogue. Washington, 2001.
- Kirabaev N. S. Paideia and Adab in Islam // Educating for Democracy. New York, 2004;
- Kirabaev N. S. Russia in Contemporary Dialogue of Civilizations: An Introduction // Russian Civilization. New Delhi 2007;
- Kirabaev N. S. Multiculturalism: Pro et Contra // Pontes Interculturais Sao Leopoldo: Nova Harmonia 2007;